# اوسووه
اوسووه (به چکی: Osové) یک منطقهٔ مسکونی در جمهوری چک است که در ناحیه ژدار ناد سازاووو واقع شده‌است. اوسووه ۳٫۲۴ کیلومتر مربع مساحت و ۷۱ نفر جمعیت دارد و ۴۸۷ متر بالاتر از سطح دریا واقع شده‌است.